# Elgin (Nový Brunšvik)
Elgin je malá vesnice nacházející se v Albert County v provincii Nový Brunšvik v Kanadě. Leží ve středozemí provincie a protéká skrz ní řeka Pollet River. Zakladatelem byl John Geldart, který emigroval z anglického Yorkshiru roku 1811. V historii byl Elgin lokálním ekonomickým centrem s velkým dřevotěžařským průmyslem. Centrum vesnice se nazývá "Čtyři rohy" (Four Corners), od čtyř cest, které se zde kříží. Do roku 2023, kdy se odehrála reforma místní správy, byl Elgin samostatným správním celkem. Po roce 2023 je součástí vesnice Three Rivers (Tři řeky). Nejbližší větší sídlo je asi 20 kilometrů vzdálený Petitcodiac.

## Historie

### Původní osídlení a raná kolonizace
Před anglickou kolonizací žili na území dnešního Elginu Mikmakové, kteří využívali zdejší zem pravděpodobně po stovky let. Území bylo Brity získáno v Dohodách míru a přátelství, které uzavřeli společně s Mikmaky, Wolastiqiky a dalšími kmeny původních obyvatel Severní Ameriky v roce 1725. Přestože můžeme předpokládat, že zdejší kmeny na území hospodařily, první trvalé sídlo vzniklo až anglickou kolonizací.
První osadník, John Geldart (1778–1854), pocházel z Anglie, z Yorkshiru. Místo poprvé navštívil v roce 1811. Podle některých zdrojů se k místu, kde dnes stojí Elgin, dostal pomocí kánoe vyrobené z borovicového kmene. Poznamenal, že „kolem řeky sídlí původní obyvatelé“. Se svojí rodinou se po roce vrátil, aby zde postavil dům a založil dnešní Elgin, který pojmenoval po tehdejším kanadském guvernérovi Jamesovi Bruceovi, 8. hraběti z Elginu. S ním také přišli další osadníci, kteří začali vyrábět cukr z javorové mízy.
Samotná vesnice byla uznána až roku 1847. Centrem celé vesnice byly "Čtyři Rohy" (Four Corners), kde se kříží cesty k Petitcodiacu, k osadě Gowland Mountain, osadě Goshen a cesta podél řeky Pollet. Nacházel se na nich kostel, řezník, hotel, lazebnictví, švec a kovář. Do současnosti zde stojí jen jeden obchod se smíšeným zbožím.

### Průmysl a regionální železnice

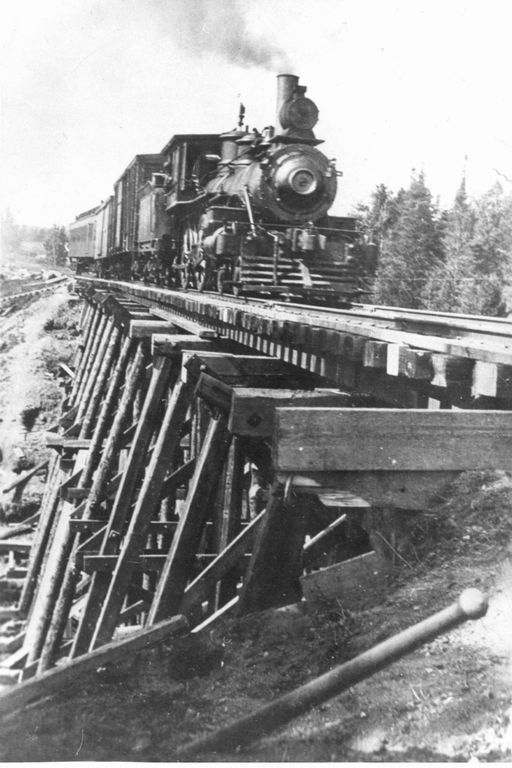
Lokomotiva obsluhující regionální dráhu Elgin-Petitcodiac-Havelock

Mimo průmysl vyrábějící javorový sirup, který pokračuje v oblasti dodnes, se v Elginu nacházel i jiný průmysl. Ve vesnici se dělal sýr už v roce 1883 a výroba pokračovala až do roku 1954. Sýr byl společně s javorovým sirupem typickým výrobkem vesnice. U řeky se nacházel mlýn na zrní a několik pil. V osmdesátých letech 19. století exportoval Elgin více dřeva než okolní Moncton, Sussex a Hampton.
Díky pilám byla do Elginu vystavěna odbočka železniční trati vedoucí z Petitcodiacu. Byla postavena, aby uspokojila zvyšující se vývoz dřeva, na který řeka nestačila. Obsluhovala ji společnost Elgin Petitcodiac Railway Co. a v době její existence byla jedním z hlavních zaměstnavatelů. Mimo dřeva a ostatních produktů převážela i cestující. 
Kvůli poklesu těžby dřeva se v průběhu let snižovala četnost vlakových spojů, až nakonec v roce 1955 železnice zanikla z důvodu vysokých nákladů. Kolejnice byly vytahány a stanice naložena a odvezena do Monctonu. Lokomotiva byla přemístěna na pozemek jednoho z obyvatelů vesnice. Na místo železnice vznikla cesta pro čtyřkolky, pěší a cyklisty. 

### Moderní historie[2]
V roce 1911 vznikl Elginský ženský institut. V dobách válek se zasloužil o instalaci elektrických lamp a ve válečných dobách pomáhal jako zástup mužů, kteří narukovali do války v Evropě. Zároveň podporoval sbor dobrovolných hasičů nákupem nového vybavení a vybral peníze na pomník padlých v obou světových válkách. 
Po druhé světové válce bylo v Elginu postaveno kluziště, za podpory místního dřevaře, který na stavbu daroval dřevo. Byl založen hokejový klub „Elginská esa“, který hrál zápasy s týmy z Petitcodiacu, Almy a Salisbury. 
Sbor dobrovolných hasičů byl založen roku 1965, avšak bez jakékoliv budovy a jen s přenosnou vodní pumpou ze zavřeného mlýna. Budovy, která stojí dodnes, se sbor dočkal až v roce 1977, kdy dostal i hasičský vůz.   
V roce 1991 bylo otevřeno seniorcentrum, které na vlastní náklady postavil klub seniorů.
Do reformy místní správy, která se odehrála v roce 2023, byl Elgin samostatnou vesnicí s vlastní samosprávou. Reforma však tento status zrušila a vesnici Elgin společně s komunitami Petitcodiac, Cardwell, Salisbury a Elgin Parish spojila v jedinou vesnici nazývanou Three Rivers (Tři Řeky).

## Ekonomika
Velkou roli v ekonomice Elginu hraje výroba javorového sirupu a výrobků z něj. Elgin je sídlem kanadské společnosti Canadian Syrup Inc., kterou vlastní potomci prvních osadníků vyrábějících javorový sirup.
Další část elginské ekonomiky je tvořena lesnictvím, které vlastní firma J.D. Irving Ltd.
Na návsi stojí jeden obchod spojený s restaurací, který byl poprvé otevřen v roce 1948. Fungoval až do roku 2016. V roce 2020 znovuotevřel s novými majiteli, kteří obchod spojili s restaurací a vyrábějí výrobky vlastní značky.

## Obyvatelstvo
Podle kanadského sčítaní lidu v roce 2021 měl Elgin 213 obyvatel, oproti roku 2016 je to nárůst o 4,7 % (10 obyvatel). 

## Kultura
Kulturním centrem celé vesnice je hala Elginského ženského institutu, která však byla postavena již v roce 1899 za účelem tehdy každoroční farmářské výstavy. Poté byla využívána jako školní divadlo a klubovna. I po roce 1911, kdy se v hale usídlil Elginský ženský institut, bývá stále využívána pro různé kulturní akce.
Obchod se smíšeným zbožím stojící v centru vesnice funguje zároveň jako kulturní centrum. Majitelé každou sobotu pořádají komunitní akce.
V Elginu je zároveň seniorcentrum, které pořádá "Elgin Eats", akci, kde mají obyvatelé možnost vyměňovat mezi sebou svoje recepty.
Elginská ekologická asociace provozuje v Elginu park, který slouží i jako společenský prostor. Pořádají závody na horských kolech, letní kempy pro děti a Elginské dny, festival oslavující založení vesnice. Na festivalu mají účastníci možnost seznámit se s elginskou historií.